# 西瑶镇
西瑶镇，原为西瑶乡，是中华人民共和国四川省凉山彝族自治州宁南县下辖的一个乡镇级行政单位。2019年12月，撤销红星乡，其所属行政区域划归西瑶镇管辖。

## 行政区划
西瑶镇下辖以下地区：
水库村、大水沟村、把口村和拉落村。